# Eric Vanderaerden

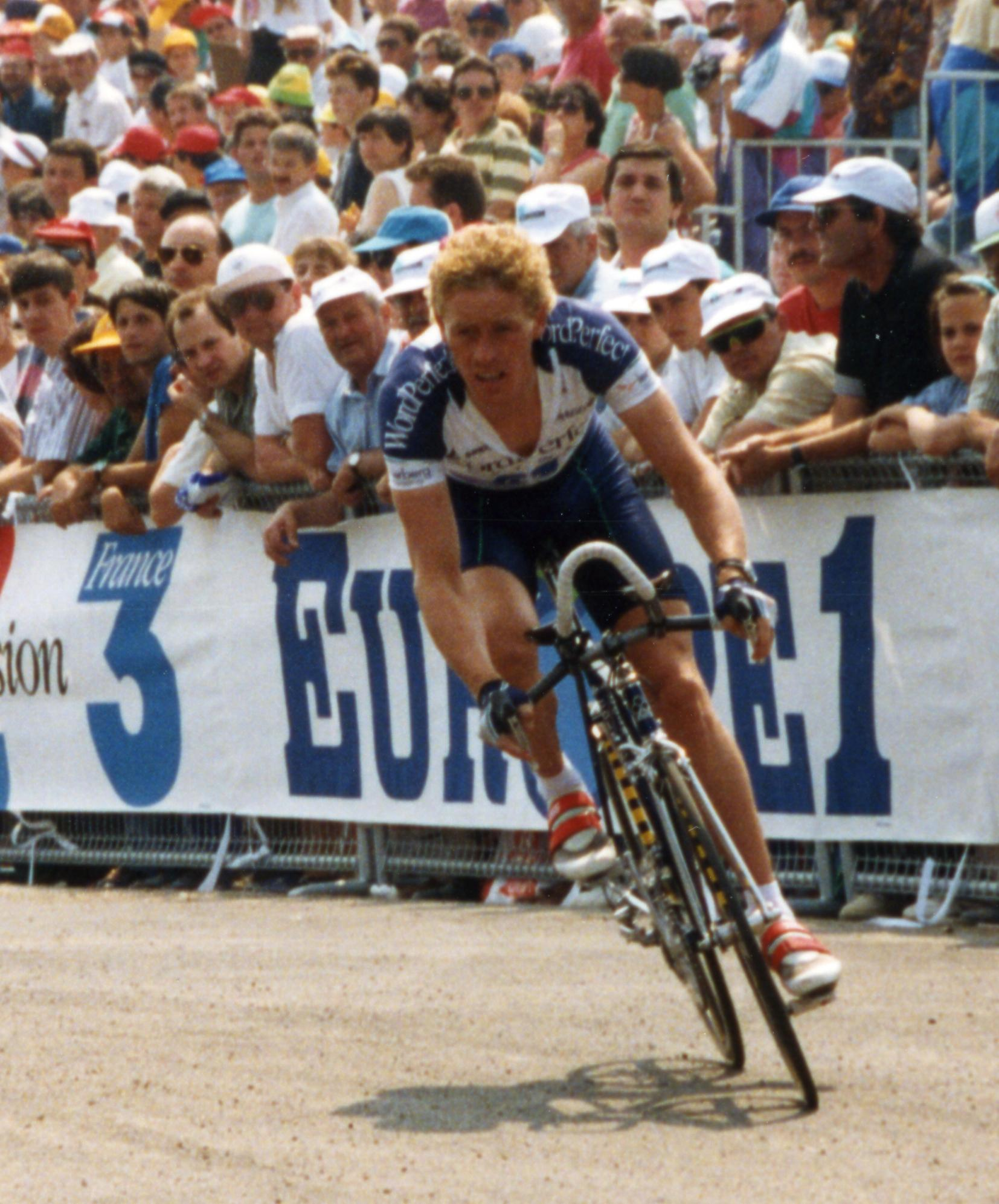
Eric Vanderaerden (1993)

Eric Vanderaerden (* 11. Februar 1962 in Herk-de-Stad) ist ein ehemaliger belgischer Radrennfahrer.
Vanderaerden war ein Spezialist für Einzelzeitfahren und klassische Eintagesrennen, wo ihm seine Stärken im Massensprint zugutekamen. Er begann seine Profikarriere 1983 und beendete sie 1996 mit insgesamt 138 Rennsiegen.

## Karriere
Nachdem Vanderaerden bereits im Amateur- und Juniorenbereich einige achtbare Erfolge erzielen konnte, wie den Sieg bei der Flandern-Rundfahrt für Amateure 1981 und dem Militär-Weltmeistertitel im Straßenrennen 1982, wechselte er zu Beginn der Saison 1983 ins Lager der Profis.
Dort errang er gleich in seinem ersten Profijahr sowohl den Sieg beim Prolog der Tour de France als auch bei zwei Etappen bei der Vuelta a España. Zudem konnte er im Verlauf der Tour de France 1985 den späteren Sieger Bernard Hinault in einem 32 Kilometer langen Einzelzeitfahren schlagen. Insgesamt konnte er in seiner Karriere fünf Etappensiege bei der Tour de France zwischen 1983 und 1985 verbuchen. Zudem fuhr er während der Tour de France 1983 und 1985 insgesamt fünf Tage lang im Gelben Trikot des Gesamtführenden. 1986 konnte er die Punktewertung, die mit dem Grünen Trikot prämiert wird, für sich entscheiden, obwohl ihm kein einziger Etappensieg gelang.
Im weiteren Verlauf seiner Karriere konzentrierte sich Vanderaerden auf die Klassiker. 1985 verbuchte er Siege bei der Flandern-Rundfahrt und Gent–Wevelgem. Zwei Jahre später trug er sich auch in die Siegerliste von Paris–Roubaix ein.
Weitere nennenswerte Erfolge sind fünf Gesamtsiege bei den Drei Tagen von De Panne, davon zwischen 1986 und 1989 vier in Folge, sowie jeweils zwei Siege beim GP Eddy Merckx und Quer durch Flandern.
1990 konnte er das Sechstagerennen von Antwerpen mit Etienne De Wilde als Partner gewinnen. 
Nach dem Ende aktiven Laufbahn wurde Vanderaerden 2005 Sportlicher Direktor beim kleinen Team Yawadoo-Colba-ABM, wo sein Bruder Gert und sein Sohn Michael unter Vertrag stehen. Im August 2006, mit dem Auftakt der Tour of Britain, übernahm er den Posten als Sportlicher Direktor beim britischen Continental Team DFL-Cyclingnews-Litespeed.
Seine Spitznamen waren „Het verdriet van België“ und „De La Terra“.

## Familie
Vanderaerdens Vater Lucien war ebenso professioneller Radrennfahrer wie auch seine jüngeren Brüder Danny und Gert. Sein Sohn Michael Vanderaerden,  der 1987 geboren wurde, hat inzwischen auch eine Karriere als Radrennfahrer begonnen.

## Palmarès
| 1981 - Sprintwertung Rheinland-Pfalz-Rundfahrt - U23-Flandern-Rundfahrt 1982 - Militär-Weltmeister im Straßenrennen - Flèche Ardennaise 1983 - Prolog Tour de France - 2. und 11. Etappe Vuelta a España - Prolog und 2. Etappe Midi Libre - Prolog und 7. Teiletappe Paris–Nizza 1984 - 10. und 23. Etappe Tour de France - Paris-Brüssel - Prolog, 2. und 7. Etappe Tour de Suisse - 1. und 3. Etappe Vier Tage von Dünkirchen - 2. Etappe Niederlande-Rundfahrt 1985 - 13. und 19. Etappe Tour de France - Flandern-Rundfahrt - Gent–Wevelgem - Niederlande-Rundfahrt + 1. Etappe und 5. Teiletappe - GP Eddy Merckx - 6. Etappe Tirreno–Adriatico - 4. Etappe Tour de Suisse - Prolog und 1. Etappe Mittelmeer-Rundfahrt - 1. Etappe Etoile de Bessèges - 1. Teiletappe und 3. Etappe Drei Tage von De Panne 1986 - Punktewertung Tour de France - Drei Tage von De Panne + 1. Teiletappe - E3-Preis Flandern - Quer durch Flandern - 2. Etappe und 5. Teiletappe Mittelmeer-Rundfahrt | 1987 - Paris–Roubaix - Drei Tage von De Panne + 1. Teiletappe, 2. und 3. Etappe - GP Eddy Merckx - 4. Etappe Mittelmeer-Rundfahrt - 5. Etappe Dänemark-Rundfahrt 1988 - Drei Tage von De Panne + 1. Teiletappe und 2. Etappe - 5. Etappe Tirreno–Adriatico - 5. Etappe Vier Tage von Dünkirchen 1989 - Drei Tage von De Panne + 2× 1. Teiletappe und 2. Etappe - 3., 5., 6. und 7. Etappe Tour de Trump - 5. Etappe Ruta del Sol - 4. Etappe Niederlande-Rundfahrt - 4. Etappe Settimana Siciliana - Irland-Rundfahrt + 2., 3. und 4. Etappe und 5. Teiletappe - 2. und 6. Etappe Burgos-Rundfahrt - 1. Etappe Tour de Suisse 1990 - 4. Etappe Niederlande-Rundfahrt - 1. Teiletappe Drei Tage von De Panne - 2. und 3. Etappe Etoile de Bessèges - 5. Etappe Tirreno–Adriatico - 6. Etappe Tour de la Communauté Europeènne 1991 - Quer durch Flandern 1992 - 16. Etappe Vuelta a España 1993 - Drei Tage von De Panne - 3. Etappe Etoile de Bessèges - Schweden-Rundfahrt |

## Teams
- 1983 Jacky Aernoudt-Rossin
- 1984–1985 Panasonic-Raleigh
- 1986 Panasonic-Merckx-Agu
- 1987–1989 Panasonic-Isostar
- 1990–1992 Buckler
- 1993 WordPerfect
- 1994–1995 Brescialat-Ceramiche Refin
- 1996 (bis 10. Mai) San Marco Group-Fago
- 1996 (ab 11. Mai) Palmans